# Episodi di Vita da Carlo (prima stagione)
La prima stagione della serie televisiva Vita da Carlo, composta da 10 episodi, è stata pubblicata il 5 novembre 2021 sul servizio on demand Prime Video, nei paesi in cui il servizio è disponibile.
| n° | Titolo italiano            | Pubblicazione   |
| -- | -------------------------- | --------------- |
| 1  | Una grande proposta        | 5 novembre 2021 |
| 2  | Un uomo senza pace         | 5 novembre 2021 |
| 3  | Pronto a tutto             | 5 novembre 2021 |
| 4  | Una giornata sbagliata     | 5 novembre 2021 |
| 5  | Appuntamento con sorpresa  | 5 novembre 2021 |
| 6  | Meditazioni e maledizioni  | 5 novembre 2021 |
| 7  | Essere o non essere        | 5 novembre 2021 |
| 8  | Vive l'amour               | 5 novembre 2021 |
| 9  | Il mito e il mitomane      | 5 novembre 2021 |
| 10 | La quiete dopo la tempesta | 5 novembre 2021 |